# Ammassivik
Ammassivik [ˌaˈmːasːivik] (nach alter Rechtschreibung Angmagssivik, dänisch Sletten) ist eine grönländische Siedlung im Distrikt Nanortalik in der Kommune Kujalleq.

## Lage
Ammassivik liegt an der Nordwestküste einer Halbinsel zwischen dem Uunartup Kangerlua im Süden und dem Alluitsup Kangerlua im Norden. Auf der anderen Seite des Ufers liegt Alluitsoq und etwas weiter südlich Alluitsup Paa. An der Südspitze der Halbinsel liegt die verlassene Siedlung Akuliaruseq. Etwas weiter nördlich spaltet sich der Fjord in den Amitsuarsuk und den Sioralik. An den Ufern des ersteren liegen noch die Orte Qallimiut und Qorlortorsuaq.

## Geschichte
Ammassivik ist seit 1890 bewohnt. 1896/99 errichtete die Herrnhuter Brüdergemeine eine Schulkapelle am Wohnplatz. Sie maß 50 m², hatte einen Altar, eine Kniefallbank, ein Predigtpult, eine Orgel und eine Kirchenglocke. Das Schulzimmer im Dachgeschoss maß 15 m² und wurde von einem ungelernten Leser geleitet. Ab 1911 war der Wohnplatz Teil der Gemeinde Sydprøven.
1919 lebten 106 Personen im Ort, die in 19 Häusern wohnten. Die Häuser waren anfangs schlecht gebaut, wurden aber besser, als die Erträge der Fischerei sich vergrößerten. Unter den Bewohnern waren zwölf Jäger, elf Fischer, der Leser und eine Hebamme. Die Bevölkerung lebte von Robben- und Fuchsjagd sowie vom Fischfang.
1923 wurde eine neue Kapelle errichtet und die alte wurde von da an als Schule genutzt. 1925 wurde Ammassivik zum Udsted erhoben und eine Wohnung für den Udstedsverwalter wurde errichtet, ebenso wie ein Fischhaus, einige Lager und ein Pulverhaus. 1949 wurde ein zweites Fischhaus errichtet. 1955 wurde eine Werkstatt errichtet und die öffentliche Wasserversorgung sichergestellt. 1966 gab es in Ammassivik fünf Schäfer mit insgesamt rund 550 Schafen.

## Wirtschaft
Früher lebte Ammassivik unter anderem von der Schafzucht, während heute eher Jagd und Fischerei dominieren. Die Fischfabrik von 1946 trocknet hauptsächlich Dorsche, verarbeitet aber zeitweise auch den Rogen des Steinbeißers, Schwarzen Heilbutt, Lachse sowie Dorsche und Schwarze Krähenbeeren, die traditionell zu Fisch gegessen werden. Man ist bemüht wieder verstärkt auf Landwirtschaft in Ammassivik zu setzen. So sollen Kartoffeln angepflanzt und die Schafzucht wieder eingeführt werden.

## Infrastruktur und Versorgung
Der Hafen von Ammassivik besteht aus einem Kai und einem Pontonsteg. Luftverkehr erfolgt über den Heliport Ammassivik. Die wenigen Wege im Ort sind geschottert.
Das neue Kraftwerk ersetzt ein früheres, das heute als Werkstatt und Schuppen genutzt wird. Über den See Siniffiip Tasia wird der Ort mit Trinkwasser versorgt, das im 2015 errichteten Wasserwerk aufbereitet wird. Die meisten Gebäude in Ammassivik sind mit Strom versorgt, aber nur wenige sind ans Wassernetz angeschlossen. Ein Abwassernetz existiert nicht. Abwasser wird ins Meer oder in den Grund entsorgt, während Müll deponiert und verbrannt wird.
Der Laden wurde 1922 eröffnet und wird heute von Pilersuisoq betrieben.

## Bebauung
Die geschützte Schulkapelle von 1896/99 ist heute nicht mehr in Gebrauch und renovierungsbedürftig. Heute werden in Ammassivik auch Kinder aus den umliegenden Schäfersiedlungen unterrichtet. Von 1988 bis 2016 gab es ein Altenheim in Ammassivik, das mittlerweile jedoch geschlossen ist. Das Dorfbüro befindet sich in einem ehemaligen Einfamilienhaus. Unter anderem das Servicegebäude und die Feuerwehrstation sind in einem Gebäude untergebracht. Es gibt zudem eine Werkstatt, einen Fußballplatz und einen Friedhof im Ort. Eine Vielzahl an Wohnhäusern in Ammassivik ist verfallen und muss abgerissen werden.

## Sport
Der Fußballverein Narssarmiutaĸ Ammassivik nahm in den 1950er und 1960er Jahren mehrfach an der Grönländischen Fußballmeisterschaft teil.

## Söhne und Töchter
- Kiistat Lund (1944–2017), Künstlerin
- Kelly Berthelsen (* 1967), Politiker (Inuit Ataqatigiit), Schriftsteller, Dichter und Übersetzer

## Bevölkerungsentwicklung
Die Einwohnerzahl von Ammassivik ist stark fallend. Zwischen 1981 und 2015 hat der Ort 84 % seiner Bewohner verloren. Damit gehört Ammassivik zu den Orten mit dem stärksten Bevölkerungsrückgang.